# قلعة حديد
قلعة حديد  قرية سوريّة تتبع إداريّاً لمحافظة حلب منطقة عين العرب ناحية صرين، بلغ تعداد سكانها 1,265 نسمة حسب التعداد السكاني لعام 2004.